# Ана Марія Вела Рубіо
Ана Марія Вела Рубіо (ісп. Ana María Vela Rubio); 29 жовтня 1901, Пуенте-Хеніль, Андалусія, Іспанія — 15 грудня 2017, Барселона, Іспанія) — іспанська довгожителька, найстаріша людина, яка коли-небудь жила в Іспанії. Після смерті Франциска Гарсія Торреса 25 лютого 2014 року була найстарішою живою людиною в Іспанії, а з моменту смерті Емми Морано, з 15 квітня 2017 до 15 грудня 2017 була найстарішою живою людиною в Європі. Станом на 12 квітня 2018 року займає 17-те місце в списку найстаріших верифікованих людей в світі.

## Життєпис
Ана Марія Вела Рубіо народилась 29 жовтня 1901 року в місті Пуенте-Хеніль на півдні Іспанії. Була сиротою. Дитиною працювала у магазині продуктів харчування в місті Малага. Отримала початкову освіту, потім влаштувалась на роботу в ательє. Першу дочку Ана народила в 1928 році. Всього в неї було четверо дітей — Кармеліта (померла у віці 10 років), Антоніо, Ана та Хуан. Також у Ани Марії є четверо внуків і декілька правнуків. Вона ніколи не була одружена зі своїм чоловіком офіційно, тому що її батьки не схвалювали цих стосунків, хоча вони жили разом і в них були спільні діти.
У 1950 році вона переїхала в місто Барселона, Каталонія, де влаштувалась на роботу кравчинею в санаторій Tuberculose de Tarrasa.
В 2005 році Вела Рубіо у віці 103 років переїхала в будинок для людей похилого віку La Verneda в Барселоні. На момент переїзду вона вже пересувалась за допомогою інвалідного візка, а також страждала на деменцію. Померла в місті Барселона, Каталонія 15 грудня 2017 року у віці 116 років і 47 днів.

## Рекорди довголіття
- 19 січня 2016 року стала найстарішою людиною, що жила в Іспанії за всю історію.
- 15 квітня 2017 року стала найстарішою людиною в Європі серед нині живих.
- 8 липня 2017 року увійшла в двадцятку найстаріших верифікованих людей в світі.
- 14 липня 2017 року стала 19-ю серед найстаріших верифікованих людей в світі за всю історію.
- 14 вересня 2017 року стала 18-ю серед найстаріших верифікованих людей в світі за всю історію.
- 15 вересня 2017 року стала 3-ю нині живою людиною в світі.
- 29 жовтня 2017 року стала 18-ю людиною в історії, яка досягла 116-річного віку.
- 24 листопада 2017 року стала 17-ю серед найстаріших верифікованих людей в світі за всю історію.[2]